# نستقة
النستقة بكتيريا موجبة الجرام تبرز المرض للإنسان توجد في البيئة والعناصر الغذائية. عوامل خطر الإصابة تشمل ضغط المضاد الحيوي, الجهاز الغريب، أو عوامل المناعة الكامنة. التشخيصات التجارية عادة ما تكون مستخدمة .
- للتعرف على البكتيريا موجبة الجرام، مع أخطاء غالبا في مستوى الصنف. هنا نبلغ عن قلة الدقة في أنظمة فهارس الصفحات المحللة للتعرف على النستقة بمستوى نوعي. نحن أيضا نقترح طرقا عملية لأسرة مختبرية لعلم البكتيريا للتعرف على الجسم.